# Półwysep Kellera
Półwysep Kellera (ang. Keller Peninsula, hiszp. Península Keller) – półwysep na Wyspie Króla Jerzego, u północnych wybrzeży Zatoki Admiralicji, pomiędzy Zatoką Mackellara a Zatoką Martela. Znajdują się na nim lodowce: Babylon Glacier, Noble Glacier, Flagstaff Glacier i Lodowiec Fergusona oraz szczyty Flagstaff Hill i Góra Birkenmajera. Na wschodnim wybrzeżu półwyspu, nad Zatoką Martela, położona jest brazylijska stacja antarktyczna Comandante Ferraz.
Skrajne punkty:
- zachodni: Przylądek Speila
- wschodni: Przylądek Brytyjski
- południowy: przylądek Punta La Plaza
- na północy półwysep kończy się umownie na skraju Kopuły Arctowskiego przy Szczycie Tokarskiego.